# Nach Jerusalem (Tankred Dorst)
Nach Jerusalem ist ein Drama von Tankred Dorst, das am 18. Dezember 1994 unter der Regie von Matthias Hartmann im Malersaal des Deutschen Schauspielhauses Hamburg uraufgeführt wurde.

## Inhalt
In dieser modernen Morgenlandfahrt gibt es mehr als einen Abtrünnigen. Doch wie bei Hesse sind erstens alle Reisenden Aussteiger – oder sie probieren den Ausstieg – und keiner erreicht zweitens das Reiseziel. Drittens darf nicht unerwähnt bleiben: Das Ziel ist der Orient. Im Fall Tankred Dorst geht es „ins himmlische Jerusalem“. Allerdings verlässt die überschaubare Reisegesellschaft, sukzessive auf sechs Teilnehmer anwachsend, den Keller eines im Bau befindlichen Hotelhochhauses nicht. Voss, im Personenverzeichnis „der Schnüffler“ genannt, fällt aus dem Rahmen der skurrilen neuen Morgendlandfahrer, weil er sich ziemlich normal gibt. Der Schnüffler sieht voraus, sobald das Hotel fertig ist, wird die Gesellschaft aus dem Keller vertrieben werden. Zum Bild des Morgendlandfahrers Voss will überdies nicht passen: Als der Kriminalfall geschehen ist (siehe unten), ruft er die Polizei. Voss ist es auch, den die Jerusalem-Reisende Rose mit der roten Mütze – auch Rose von Saron genannt – zuerst im Keller begrüßt. Rose berichtet, sie habe einmal eine Weile als Küchenhilfe in einem Luxushotel gearbeitet. Die Frau schneidet gerade „mit großer Ernsthaftigkeit“ ihre Bekleidung in Streifen und legt damit eine ellenlange Spur in den nächsten Unterwegshalt Hotelkeller. Rose weiß, der ausgelegten Spur werden nicht nur Würdige folgen. So kommt es auch. Als Rose durch ihre Scherenschnippelei schließlich als schlecht bekleidet erscheint, wird Voss aufdringlich. Rose kichert. Spätestens an der Stelle muss die Hesse-Analogie ad acta gelegt werden.
Das junge Hänschen wird Dritter im Bunde. Hänschen ist nicht nur wie ein Harlekin gekleidet, sondern tritt auch wie ein Narr auf. Otto, der falsche Doktor, Nummer vier in der Reisegesellschaft, ist es, der Hänschen zu einer Augen-Total-Resektion überredet. Als Hänschen nach der OP dann ohne ein Auge im Kopf dasteht, ist es – wie gesagt – Voss, der die Polizei ruft. Aber der falsche Doktor Otto wird in Selbstjustiz vom Meteor, der keine Polizei im Hause haben möchte, auf der Flucht erschossen. Meteor, der fünfte Jerusalemreisende, ein Obdachloser, der sich mit Zeitungen bedeckt, hat den Wehrmachtsrevolver seinem Vater, dem Gerichtspräsidenten, entwendet. Der Vater hatte einen Mann der Tat, der eines Tages hervorbrechen würde wie ein Meteor, als Sohn gewollt. Als das ausgeblieben war, habe ihm der Vater vorgeworfen, er vergeude Zeit. Darauf sei Meteor nackt durch die Stadt gezogen und nie wieder nach Hause zurückgekehrt.
Trotz eines Toten auf der Kellertreppe wird alles gut. Am Schluss des Stücks hat Hänschen plötzlich „wie durch ein Wunder“ das Augenlicht komplett wieder. Hänschen strahlt, als würfe er aus dem Hotelkeller einen Blick auf die „verheißene Stadt“ Jerusalem.
Zuletzt betritt noch Dagmar aus dem Penthaus den Keller. Dagmar kann – ähnlich wie Voss – kaum auf der Fahrt ins Morgenland sein. Die attraktive junge Dame, vielleicht Chefsekretärin, will nur aus ihrer Bürowelt ausbrechen, flieht aber bei der erstbesten Gelegenheit aus dem Hotelkeller. Dagmar registriert ganz nüchtern Fakten: Im Hotelkeller stinkt es. Dagmar erkennt Rose als diese „Verrückte von der Bahnhofstraße“ wieder und geht mit ihr bis zur Erschöpfung in den Clinch. Rose hatte Dagmar zuerst attackiert. Ursache mag eine unüberwindliche Aversion Roses gegen die offensichtlich gutbürgerliche Dagmar gewesen sein. Rose ist überhaupt schwer durchschaubar. Die Frau gibt sich zum Beispiel als Jüdin aus. Otto, der falsche Doktor, stellt das zu Lebzeiten in Frage. Rose macht schließlich einen Rückzieher, nachdem auch Meteor daran zweifelt.

## Inszenierungen
- Anzeige für den 29. September 2013: Großes Haus im Theater Meiningen. Regie: Jan Steinbach. Mit Alexandra Riemann als Rose, Matthias Herold als Voss, Lukas Benjamin Engel als Hänschen, Harald Schröpfer als Otto, Michael Jeske als Meteor und Anne Rieckhof als Dagmar.[5]

## Rezeption
- 19. Dezember 1994: Wolfgang Höbel über Matthias Hartmann in der „Zeit“: „Der Aufräumer“.
- 1995: Erken nennt das Reiseziel Jerusalem einen „utopischen Ort des Glücks“ und beobachtet, wie die sechs Figuren sich scheinbar allmählich zusammenfinden, aber in Wirklichkeit auseinanderdriften. In diesem „Integralwerk“ habe sich Tankred Dorst der Handlungssorgen des Bühnenautors entledigt. Bei der weitgehend abhanden gekommenen Handlung müsse der Regisseur nur noch gewisse Symbole versinnbildlichen.[6]

## Hörspiel
- 1992, SDR: „Nach Jerusalem“. Regie: Otto Düben.

### Textausgaben
- Tankred Dorst: Nach Jerusalem. Mit Zeichnungen von Johannes Grützke und einer Nachbemerkung von Friederike Roth. Insel-Taschenbuch 1541. Insel-Verlag, Frankfurt am Main-Leipzig 1994 (1. Aufl.) 84 Seiten. ISBN 3-458-33241-3.
- Nach Jerusalem. S. 197–242 in Tankred Dorst. Die Schattenlinie und andere Stücke. Mitarbeit Ursula Ehler. Werkausgabe 6 (Inhalt: Parzival. Fernando Krapp hat mir diesen Brief geschrieben. Herr Paul. Nach Jerusalem. Die Schattenlinie. Die Geschichte der Pfeile). Nachwort: Günther Erken. Suhrkamp Verlag, Frankfurt am Main 1995 (1. Aufl.), ohne ISBN, 375 Seiten (Verwendete Ausgabe).

### Sekundärliteratur
- Heinz Ludwig Arnold (Hrsg.): text + kritik Heft 145: Tankred Dorst. Richard Boorberg Verlag, München im Januar 2000, ISBN 3-88377-626-2.